# Ricardo Modesto da Silva
Ricardo Modesto da Silva (født 20. januar 1979) er en tidligere brasiliansk fodboldspiller.
Han har spillet for flere forskellige klubber i sin karriere, herunder Consadole Sapporo.